# Набережная Генерала Радзиня
Набережная Генерала Ра́дзиня (латыш. Ģenerāļa Radziņa krastmala) — магистральная улица в Латгальском предместье города Риги, в историческом районе Московский форштадт. Пролегает по правому берегу Даугавы в юго-восточном направлении, от перекрёстка с улицей 13 Января, где является продолжением набережной 11 Ноября, до перекрёстка с улицей Езусбазницас, продолжаясь далее как улица Краста. Длина набережной составляет 890 метров.
Носит имя генерала Петериса Радзиньша, организатора обороны Риги от войск Бермондта в 1919 году, командующего Латвийской армией в 1924—1928 годах.

## История

Вид вдоль набережной от перекрёстка с ул. Пурвитиса. Сейчас на этом месте — вход в музей Рижского гетто. Начало 1970-х гг.

Набережная Генерала Радзиня образована в 2017 году из исторической части улицы Краста (решение Рижской думы № 186 от 12.09.2017).
Известна с 1867 года, первоначально под названием Двинская набережная (нем. Dünaufer Strasse, латыш. Daugavas krasta iela) или просто Набережная улица; с 1902 года — латыш. Krasta iela. Согласно генплану 1969 года, в 1974—1977 годах реконструирована в магистральную улицу с частичным изменением трассы.

## Транспорт
Набережная Генерала Радзиня является магистралью городского значения. На всём протяжении асфальтирована и состоит из двух проезжих частей, по 3-4 полосы в каждом направлении. От перекрёстка с ул. Пурвитиса по набережной проходит маршрут автобуса № 12, однако остановок городского общественного транспорта нет. Также по набережной проходят многие маршруты пригородных и междугородных автобусов к Рижскому автовокзалу.
Вдоль проезжей части проложена велодорожка, ведущая из центра города в Кенгарагс и Румбулу.

## Пешеходная зона
Между проезжей частью набережной и берегом реки в 2013 году благоустроена пешеходная зона, называемая «променад Спикери» или «Даугавский променад». Удобное расположение пешеходной зоны у самой воды, значительно ниже уровня проезжей части, защищает её от шума и загазованности. Здесь также обустроен небольшой скейт-парк, установлены арт-объекты.
Променад Спикери является частью непрерывной пешеходной зоны между центром города и его юго-восточной окраиной. Своё название он получил от одноимённого творческого квартала, расположенного по другую сторону проезжей части в начале набережной. В этом месте устроен подземный пешеходный переход.

## Примечательные объекты
- Начало набережной проходит вдоль района «Красных амбаров», часть которых реконструирована для творческих целей. В доме № 3 находится концертный зал «Спикери».
- На перекрёстке с ул. Пурвитиса расположен вход в музей Рижского гетто.
- Деревянный дом № 19 был построен в 1871 году как одноэтажный, по проекту Я.-Ф. Бауманиса. В 1900 году по проекту К. Пекшенса надстроен второй этаж.
- Жилой дом № 21 — бывший доходный дом С. Гутнера (1912, архитектор Э. Фризендорф), памятник архитектуры местного значения[6].
- Расположенный в глубине квартала дом № 23 — бывший доходный дом К. Брузинского (1902, архитектор Ю. Пфайфер).
- Жилой дом № 29 (1913—1930, архитектор Э. Лаубе). Строительство по первоначальному проекту остановилось на уровне фундамента из-за начала Первой мировой войны. В 1930 году тот же архитектор Лаубе переделал и воплотил проект в стиле функционализма по заказу нового владельца.

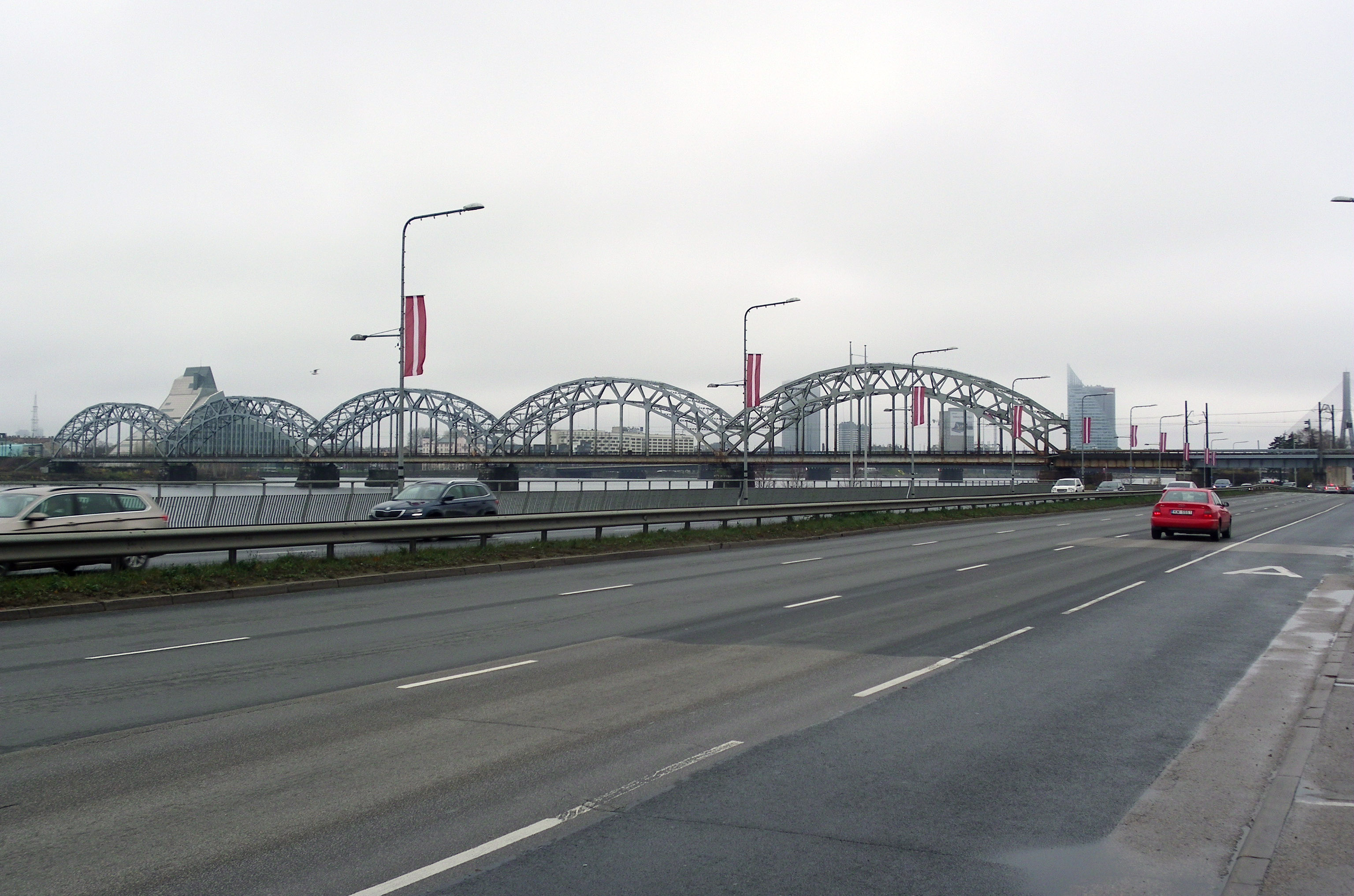
Вид на Железнодорожный мост
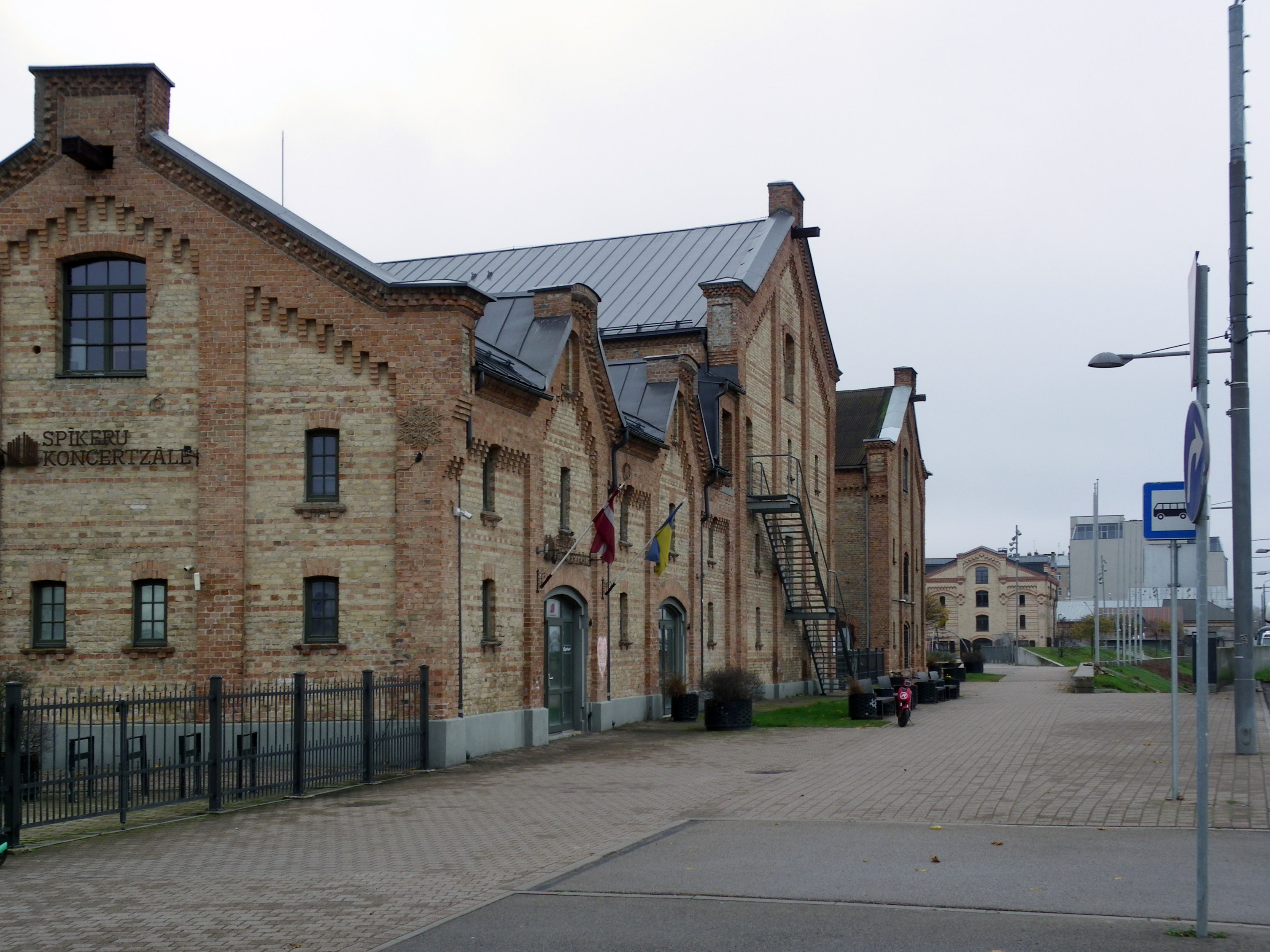
Концертный зал «Спикери»
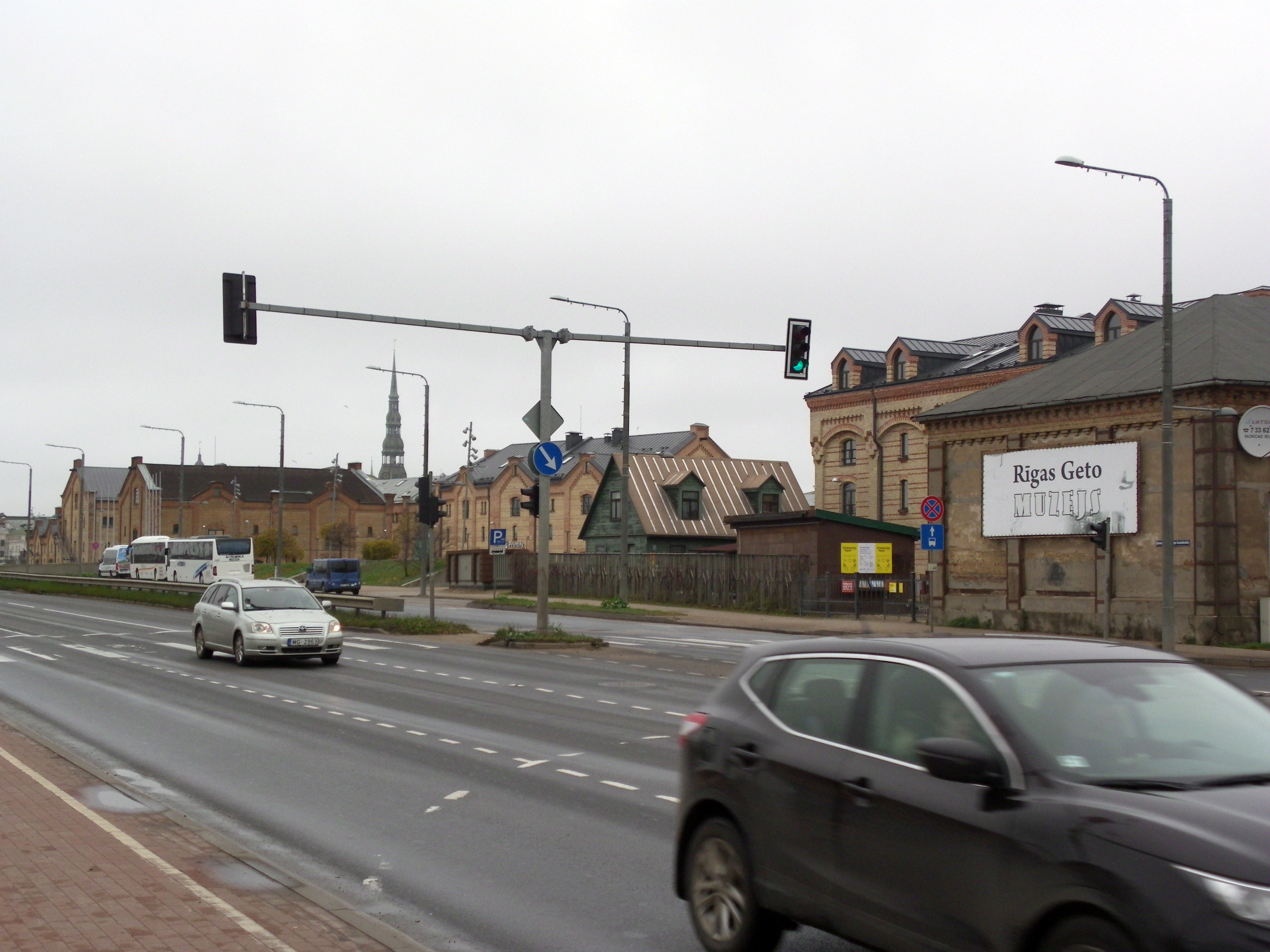
Музей Рижского гетто
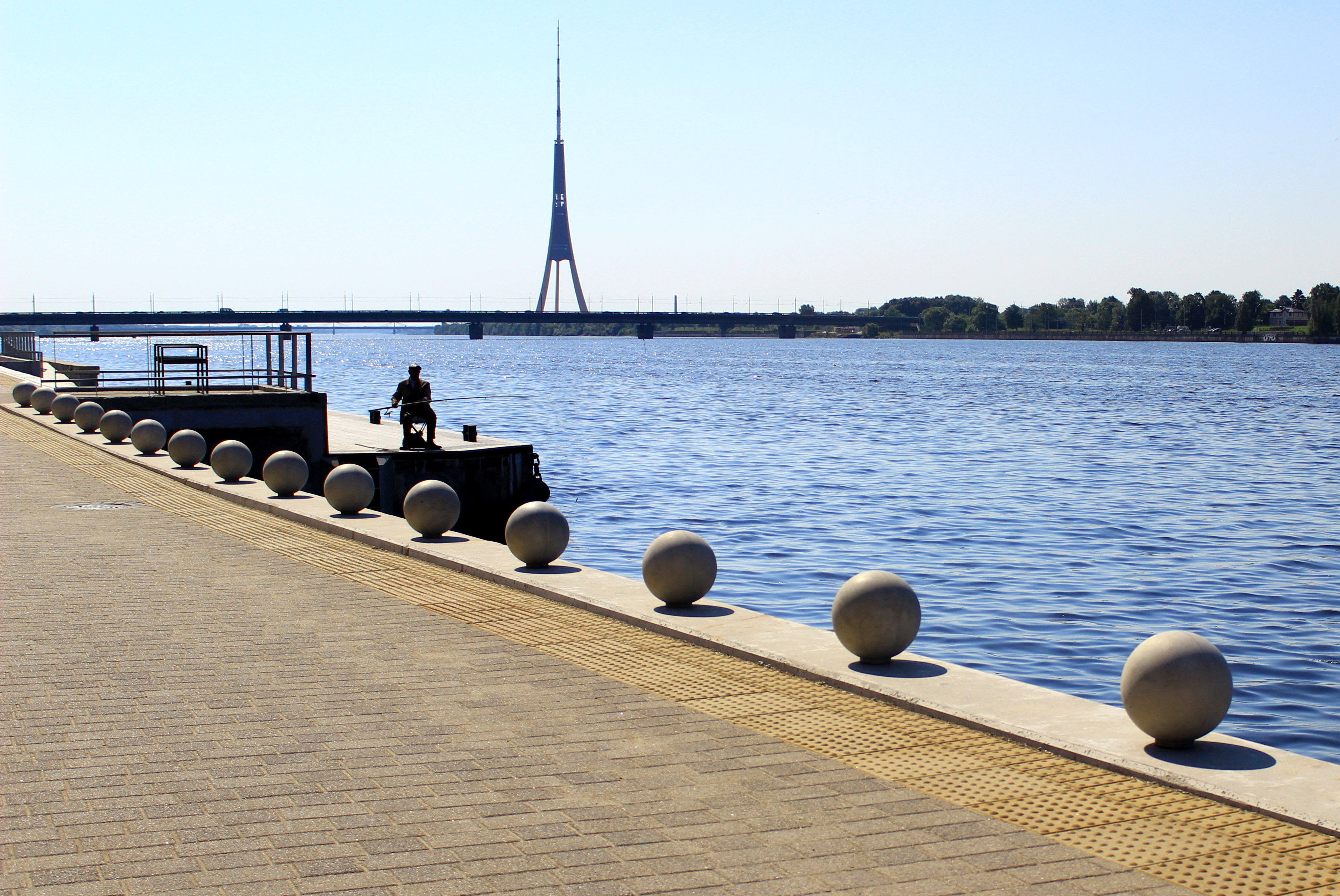
Пешеходная зона
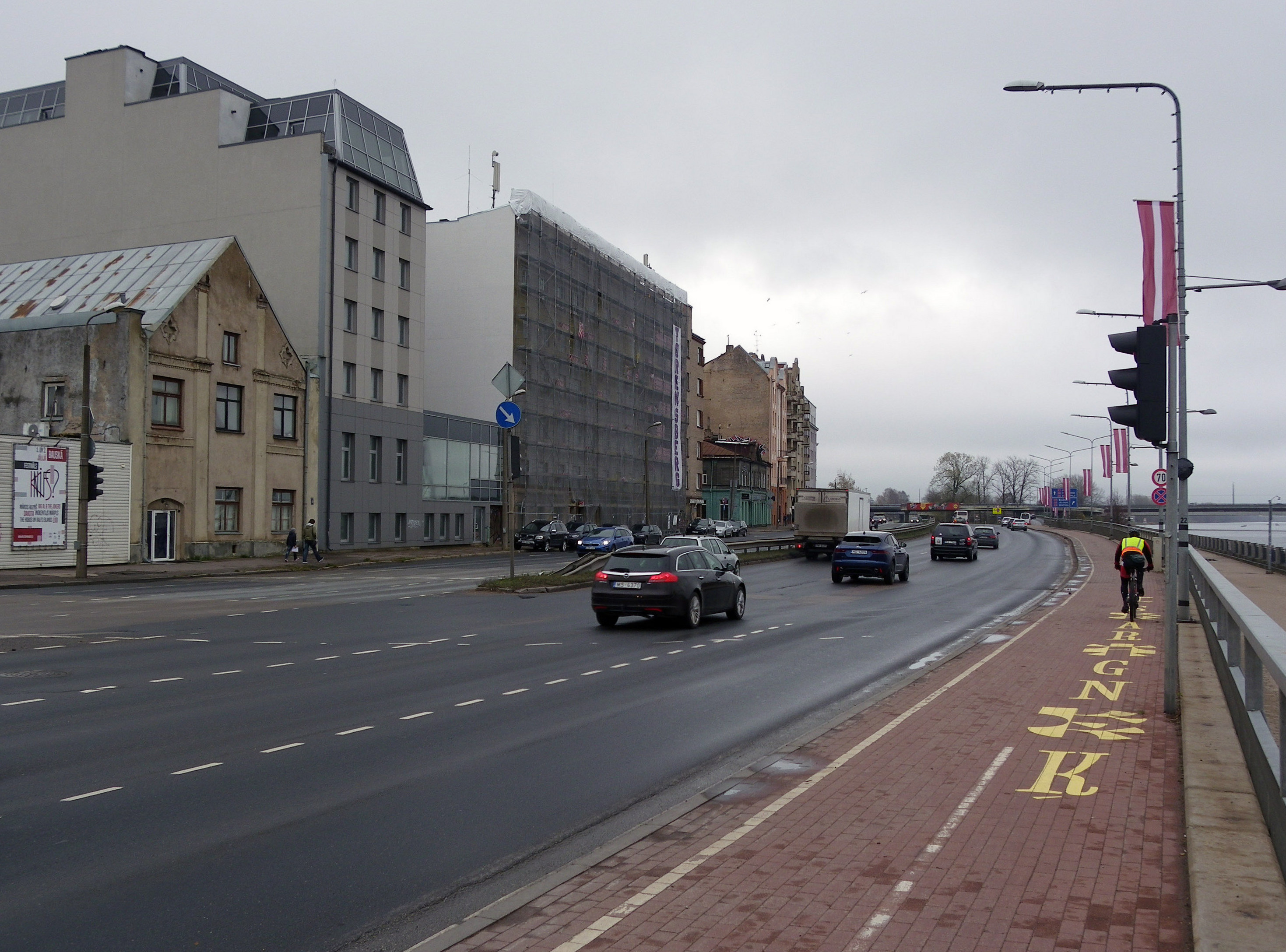
Велодорожка
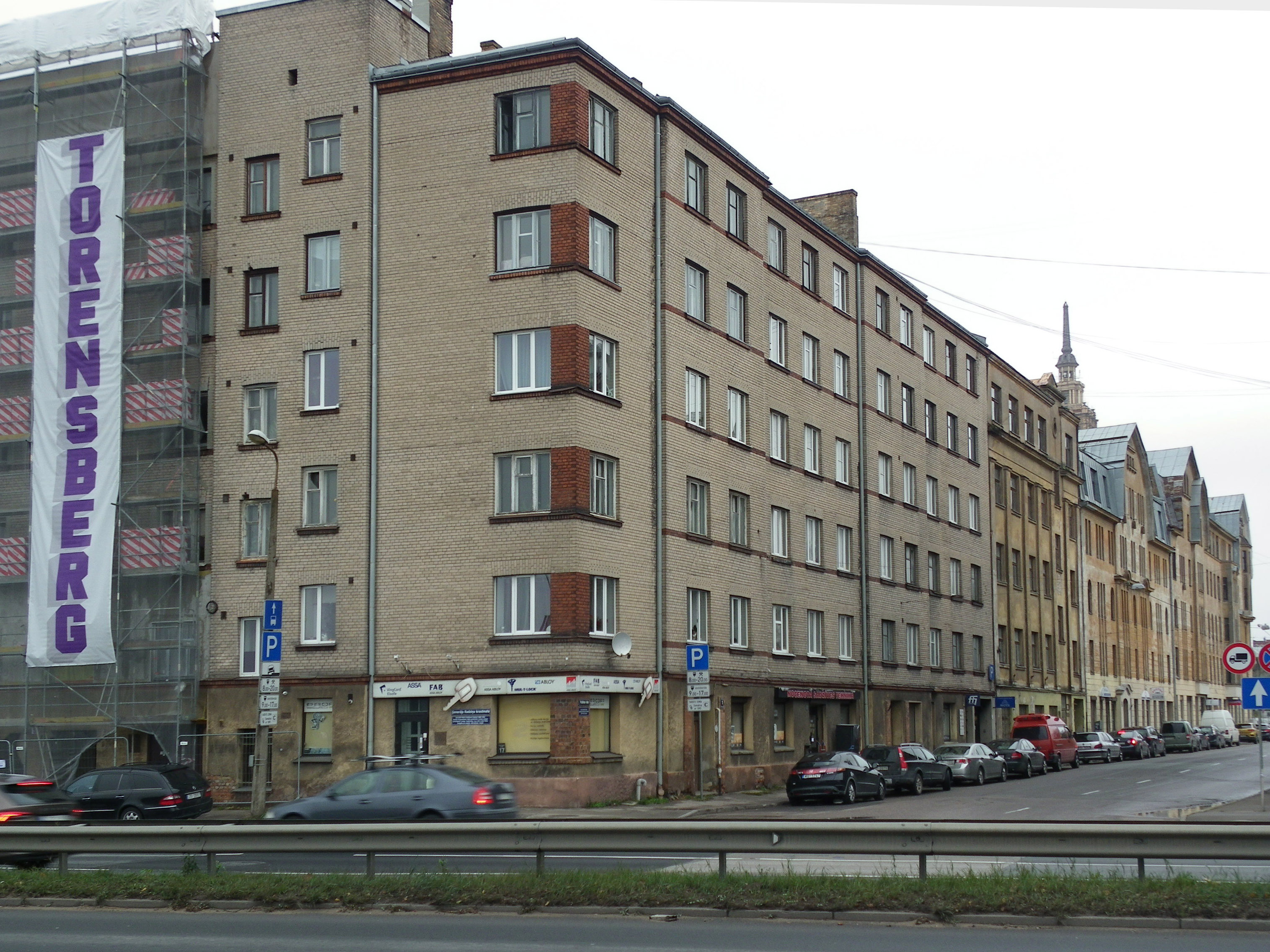
Перекрёсток с ул. Пушкина
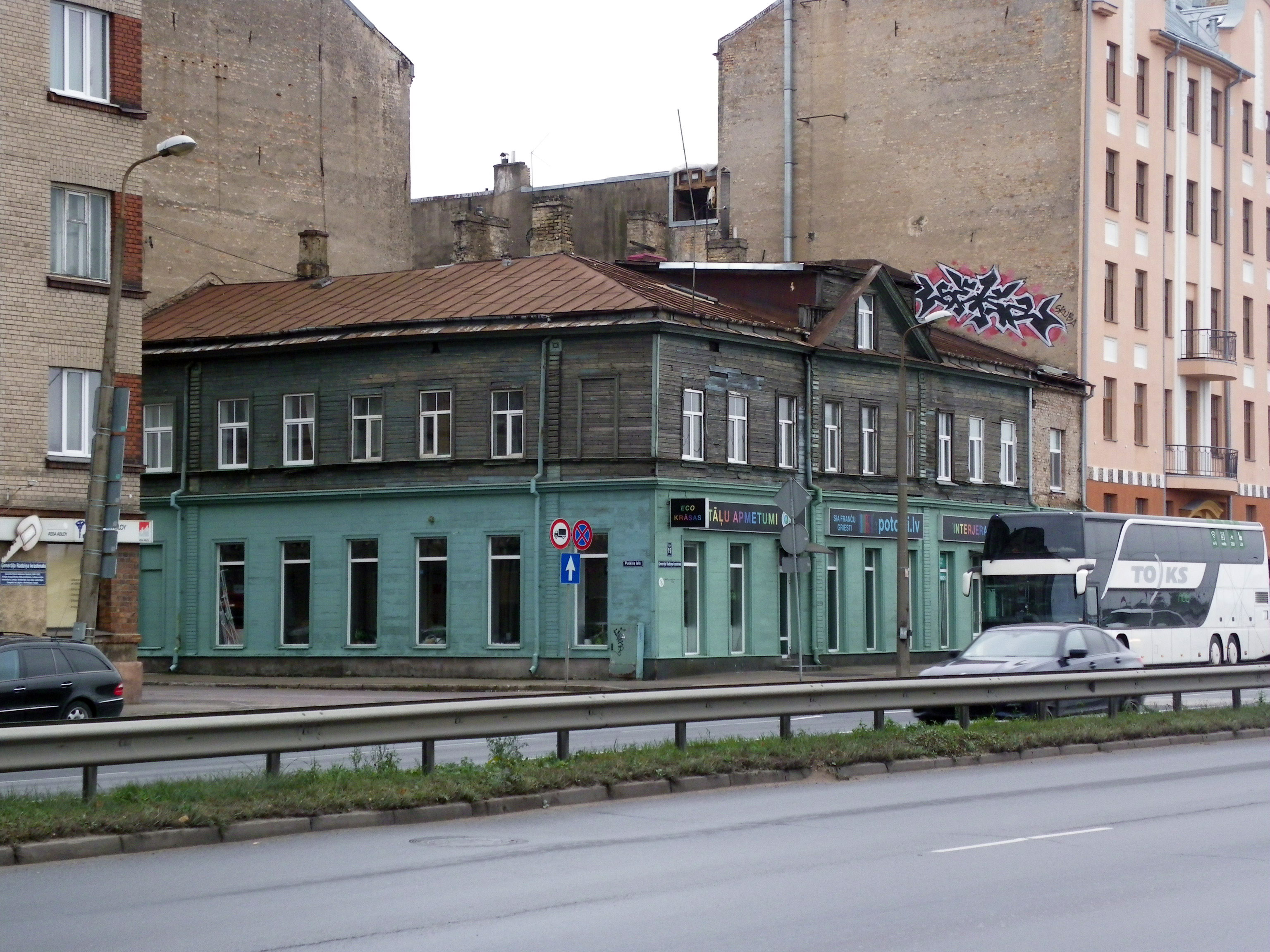
Дом № 19
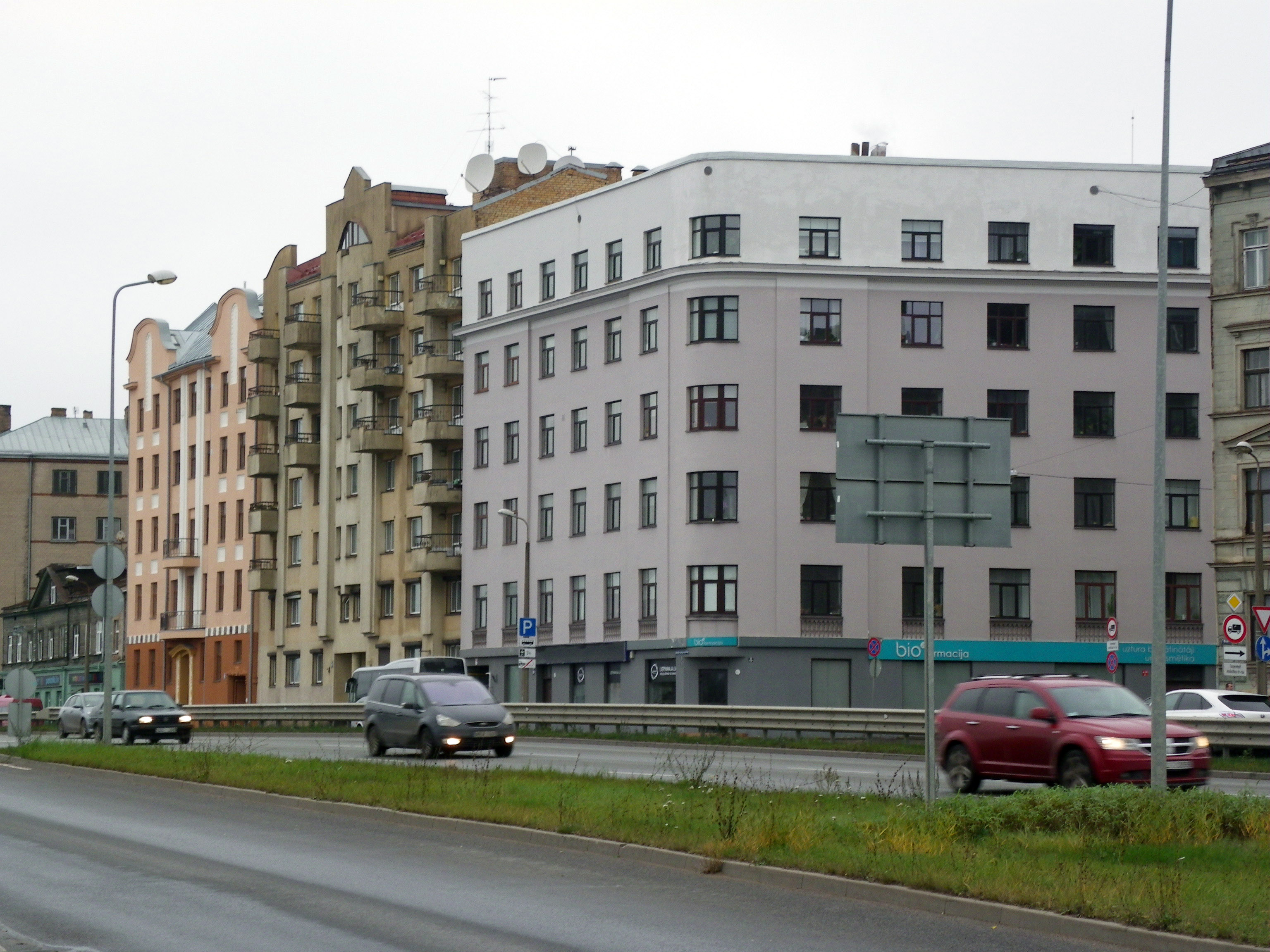
Вид от дома № 29

## Прилегающие улицы
Набережная Генерала Радзиня пересекается со следующими улицами:
- улица 13 Января
- улица Ластадияс
- улица Вилхелма Пурвиша
- улица Карля Миленбаха
- улица Езусбазницас